# Soma Baroud
Soma Baroud (?-Jan Yunis, 9 de octubre de 2024) fue una ginecóloga y obstetra palestina que trabajó en la Franja de Gaza, y era conocida por su dedicación a las mujeres y comunidades desfavorecidas.

## Trayectoria
Se graduó en medicina en la Universidad de Alepo, en Siria, y ejerció en hospitales como Al-Shifa y Nasser, ambos posteriormente destruidos en los ataques de Israel sobre la Franja de Gaza. Además, dirigía su propia clínica en Al-Qarara, donde brindaba atención médica gratuita a los necesitados.
Baroud fue parte de una generación de doctoras en Gaza que contribuyó significativamente al desarrollo de la medicina en la región, especialmente en el campo de los derechos de las mujeres a la atención médica y la salud familiar, incluyendo el tratamiento del trauma psicológico. Su hermano, el periodista Ramzy Baroud, la mencionó como un pilar en su familia y destacó su papel en su libro My Father Was a Freedom Fighter, en el que describe su experiencia en un campo de refugiados de Gaza.
Fue asesinada el 9 de octubre de 2024, en un ataque aéreo israelí en Jan Yunis, en Gaza, mientras viajaba en un taxi. Su muerte, junto a la de otras seis personas, ocurrió en medio de un conflicto violento que ha resultado en la muerte de numerosos civiles y personal médico en la Franja de Gaza. Y se produjo un día antes de que la Comisión Internacional Independiente de Investigación de la Organización de las Naciones Unidas publicara un informe acusando a Israel de cometer crímenes de guerra y crímenes de lesa humanidad.
Baroud es recordada como la doctora número 166 asesinada en el conflicto según American Muslims for Palestine (AMP), que la mencionó como una víctima del conflicto en curso. Su marido, Hamdi Baroud, también fue asesinado por las fuerzas israelíes en enero de 2024. En el momento de su muerte, Baroud estaba desplazada, al igual que 1,9 millones de palestinos en Gaza. Su casa había sido destruida por los bombardeos israelíes unas semanas antes de su muerte.